# Keleti szürke óriáskenguru

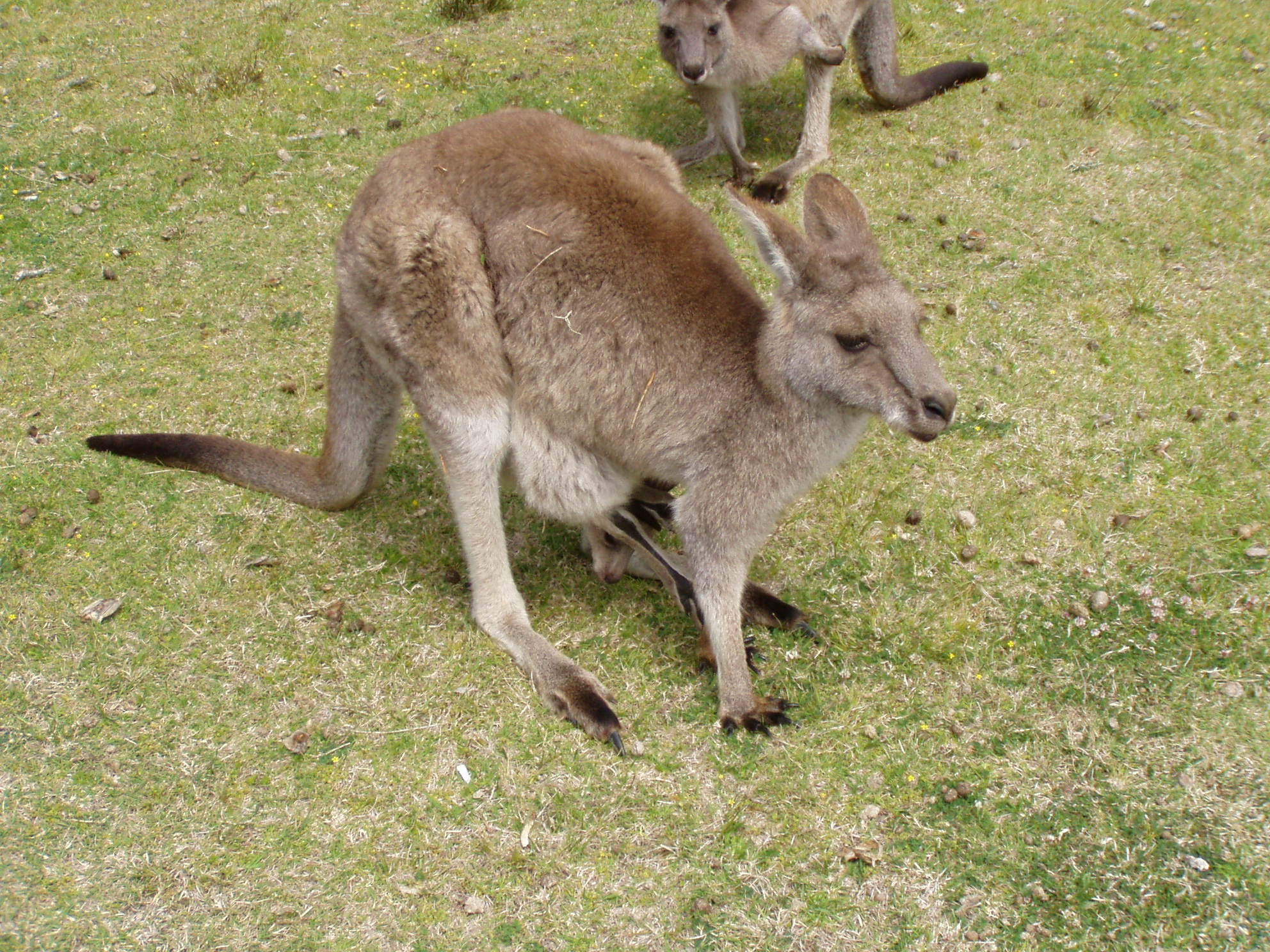

A keleti szürke óriáskenguru (Macropus giganteus) az emlősök (Mammalia) osztályának az erszényesek (Marsupialia) alosztályágába, ezen belül a diprotodontia rendjébe és a kengurufélék (Macropodidae) családjába tartozó faj.
A természettudósok sokáig nem jutottak egyezségre, hogy a szürke óriáskenguruknak vajon hány fajuk él Ausztráliában. A múlt században legalább három faját különböztették meg, századunk közepe táján pedig az egész társaságot egyetlen fajba olvasztották össze. (Ez magyarázza az alfajoknál szokásos háromtagú fajnevet.) A hetvenes évek elején két ausztrál kutató, W. E. Poole és H. J. Kirsch, rendkívül alapos kutatásaik alapján megállapították, hogy a szürke óriáskengurukon belül két faj különíthető el, nevezetesen egy keleti és egy nyugati faj.

## Előfordulása
A keleti szürke óriáskenguru Kelet-Ausztrália és Tasmania erdeiben és nyílt erdős területein fordul elő. Manapság több mint másfél millió keleti szürke óriáskenguru létezik a vadonban.

## Alfajai
- Ausztrál keleti szürke óriáskenguru (Macropus giganteus giganteus)
- Tasmán keleti szürke óriáskenguru (Macropus giganteus tasmaniensis)

## Megjelenése
Az állat hossza farok nélkül 60-110 centiméter, testtömege akár 65 kilogramm is lehet. Farka vastag és izmos. Legelészés és felegyenesedés közben a kenguru támaszul használja; gyors futásnál pedig kinyújtja, úgy egyensúlyoz vele. Erős hátsó végtagja és hosszú talpa segíti abban, hogy nyílt terepen nagy sebességet érjen el, ugrása elérheti a 8-9 métert. Legelészés közben mind a négy lábán jár, végtagjaival párosával lép. Hallása igen fejlett. A kenguru forgatni tudja a fülét, így gyakorlatilag minden irányból meghallja a halk neszeket is.

## Életmódja
A kenguru családközösségekben él. Tápláléka fűfélék, cserjék hajtásai és levelei. A keleti szürke óriáskenguru legfeljebb 20 évig él.

## Szaporodása
Az ivarérettséget 1,5-2 éves kortól éri el. A párzási időszak tavasztól kora nyárig tart. A vemhesség 29-38 napig tart. Az újszülött nagyon apró és embriószerűen fejletlen, tömege alig néhány gramm. Ennek ellenére teljesen egyedül, segítség nélkül mászik fel anyja erszényébe, ahol rácsimpaszkodik a négy emlő egyikére, és hosszú hetekig el sem ereszti azt. Életének első hónapjait az erszényben tölti, s később is gyakran visszajár oda, ha veszedelem fenyegeti. Csak 42 hetes korában hagyja el végleg az erszényt. Amikor elhagyja az erszényt, körülbelül 3,5 kilogramm a testtömege. Az erszény elhagyása után a kölyök még másfél évig szopik. Az idő előrehaladtával a fiatal kenguru egyre több időt tölt az erszényen kívül, de a születéstől számított 235 nap táján az anya már nem engedi vissza, hiszen várja a következő kölykét. A kölyköket mintegy egyéves korukig szoptatja az anyaállat. A nősténykengurunak folyamatosan lehetnek kölykei – egyszerre lehet vemhes, hordozhat kölyköt az erszényében, és kísérheti őt egy harmadik kölyök is.
Nemcsak a keleti szürke óriáskengurura, hanem az összes többi óriáskenguru-fajra jellemző az, hogy a nőstények lényegesen kisebbek a hímeknél. Ennek az a magyarázata, hogy a nőstények, amint elérik felnőttkori fejlettségüket, nem növekednek tovább. Ezzel szemben a hímek, ahogy telnek-múlnak az évek, folyamatosan tovább növekednek, még ha egyre csökkenő ütemben is. Bár a nőstények kisebbek maradnak, de általában tovább élnek a hímeknél. Bár az állatkerti óriáskenguruk gyakorta elérik a húszéves életkort is, a természetben ez igen nagy ritkaságnak számít. A természetben ugyanis sokkal mostohább körülmények uralkodnak, s ennek hatására sok állat már kölyökkorában elpusztul.

## Rokon fajok
A keleti szürke óriáskenguru legközelebbi rokona a nyugati szürke óriáskenguru (Macropus fuliginosus).